# Rasdorf
Rasdorf è un comune tedesco di 1 581 abitanti,, situato nel land dell'Assia.